# (32350) 2000 QP115
2000 QP115 (asteroide 32350) é um asteroide da cintura principal. Possui uma excentricidade de 0.05496610 e uma inclinação de 9.24547º.
Este asteroide foi descoberto no dia 25 de agosto de 2000 por LINEAR em Socorro.